# 夢想神傳流
夢想神傳流是居合道的古流流派之一，在居合道中日本與台灣都有為數不低的修習比例。和制訂居合相比，對於動作的一致性要求較低，比起動作完美更注重於情境與氣勢。

## 形目錄

### 居合
- 初傳  大森流 （正座之部）

```
一本目　初發刀（前）
二本目　左刀（右）
三本目　右刀（左）
四本目　當刀（後）
五本目　陰陽進退（八重垣）
六本目　流刀（受流）
七本目　順刀（
介錯
）
八本目　逆刀（附込）
九本目　勢中刀（月影）
十本目　虎乱刀（追風）
十一本目　逆走陰陽進退（脛囲）
十二本目　拔刀（拔打） 
```

- 中傳　長谷川英信流（居合膝之部）

```
一本目　横雲
二本目　虎一足
三本目　稲妻
四本目　浮雲
五本目　山颪
六本目　岩浪
七本目　鱗返
八本目　浪返
九本目　滝落
十本目　拔打
```

- 奥居合　居業

```
一本目　向払（霞）
二本目　柄留（脛囲）
三本目　向詰
四本目　兩詰（一）戶協（二）戶詰
五本目　三角
六本目　四角（四方斬）
七本目　棚下
八本目　虎走
九本目　暇乞（１）
十本目　暇乞（２）
十一本目　暇乞（３）
```

※　有可能會因為師承不同，而對其招式順序或細節有所不同。
- 奥居合　立業

```
一本目　人中（壁添）
二本目　行連
三本目　連達
四本目　行違
五本目　夜之敵（信夫）
六本目　五方斬（惣捲）
七本目　放打（總留）
八本目　賢之事（袖摺返）
九本目　隠捨（門入）
十本目　受流
```

※　有可能會因為師承不同，而對其招式順序或細節有所不同。

### 組太刀
組太刀為雙人演武，但因台灣修習居合道人數過少，並且又是高難度的技巧，所以學習較為困難。

## 外部連結
- 中華民國居合道協會 （页面存档备份，存于）
- 居合道　夢想神伝流